# 出作
出作（でさく、でつくり）とは、ある地域の住民が別の地域にある田畑を耕作することを指す。耕作先の側からは入作（いりさく）と呼ばれる。
古代から中世にかけては、特定の所領（公領・荘園）に属する住民が、別の所領内にある田畑を耕作することを指した。法的な土地所有者と現地における実際の権利関係が錯綜して安定していなかった古代・中世期にはこうした現象は多く存在した。貢租に関しては公事・在家役は居住地の領主に帰属し、年貢・官物は耕作地の領主に帰属する原則であったが、境相論などが盛んになると、領民と土地の一元支配を名目として支配地域拡大を図る居住地側領主と耕作者の取り込みを図る耕作地側領主による対立の一因となった。
近世になると、新田開発によって本村に住む農民が居住地をそのままとして新田側に出作する例が多くなった。当該農民は本村・新田それぞれの耕地において年貢負担を行った。